# نظم الإنتاج
عملية الانتاج هي التي يتم فيها تحويل المدخلات من المواد الخام إلى منتجات ذات قيمة لعملاء المؤسسة ، تشتمل هذه العملية عل مجموعة من الأنشطة، مثل:
- الانشطة الخاصة بتصميم المتنتج وتصنيعه، الانشطة المتعلقة بالامداد والتسهيلات الانتاجية. تستخدم الإدارة في هذا النوع الحاسوب كعنصر في نظام النتاج، إذا تعتمد عليه في التصميم والتصنيع والإمداد بالمعلومات اللازمة لإتخاذ القرارات في مختلف شؤون العمليات الإنتاجية.
ويعرف نظام الإنتاج بأنه نظام معلومات مبني على الحاسوب الذي يوفر المعلومات الخاصة بالعمليات الإنتاجية بهدف دعم متخذي القرارات.
 وتستخدم مخرجات نظم الإنتاج في إدارة نظام الإنتاج وتشغيله، فلكي تعمل هذه النظم بكفاءة وفاعلية فإنه لابد من توافر:
- المعلومات التي تمكن القائمين على إدارة الإنتاج من التخطيط للعمليات الانتاجية والتعرف إلى نقاط القوة  والضعف في جهاز الإنتاج، وذلك من اجل دعم جوانب القوة واستغلالها والقضاء على جوانب الضعف. 
وتتكون نظم الإنتاج من ثلاثة نظم فرعية للمدخلات، واربعة نظم فرعية للمخرجات، وقاعدة بيانات يتم الاستعانة بها عند الحاجة إلى تشغيل بيانات تتعلق بإحدى المجالات الوظيفية للإنتاج.

## النظم الفرعية للمدخلات
1. نظام معلومات معالجة العمليات.
2. النظام الفرعي للهندسة الصناعية .
3. النظم الفرعية لإستخبارات الإنتاج.

## النظم الفرعية للمخرجات
1. النظم الفرعية للإنتاج.
2. النظم الفرعية للمخزون.
3. النظام الفرعي للجودة .
4. النظام الفرعي للتكاليف .